# Deutsche Fußballmeisterschaft 1958/59
Deutscher Fußballmeister 1959 wurde Eintracht Frankfurt. Die Eintracht gewann den Titel durch einen 5:3-Sieg in der Verlängerung gegen die Kickers Offenbach.

## Teilnehmer an der Qualifikationsrunde
| Werder Bremen        | → Zweiter der Oberliga Nord 1958/59    |
| Borussia Neunkirchen | → Zweiter der Oberliga Südwest 1958/59 |

## Teilnehmer an der Endrunde
| Hamburger SV            | → Meister der Oberliga Nord 1958/59       |
| Westfalia Herne         | → Meister der Oberliga West 1958/59       |
| 1. FC Köln              | → Zweiter der Oberliga West 1958/59       |
| FK Pirmasens            | → Meister der Oberliga Südwest 1958/59    |
| Eintracht Frankfurt     | → Meister der Oberliga Süd 1958/59        |
| Kickers Offenbach       | → Zweiter der Oberliga Süd 1958/59        |
| SC Tasmania 1900 Berlin | → Meister der Vertragsliga Berlin 1958/59 |
| Werder Bremen           | → Sieger der Qualifikationsrunde          |

## Qualifikationsrunde
| So, 03.05.                                              | Werder Bremen | 6:3 (3:0) | Borussia Neunkirchen |
| damit qualifizierte sich Werder Bremen für die Endrunde |               |           |                      |

### Gruppe 1
| Datum      |                     | Ergebnis  |                     |
| ---------- | ------------------- | --------- | ------------------- |
| Sa, 16.05. | FK Pirmasens        | 4:0 (1:0) | 1. FC Köln          |
| Sa, 16.05. | Werder Bremen       | 2:7 (1:3) | Eintracht Frankfurt |
| Sa, 23.05. | Eintracht Frankfurt | 3:2 (1:1) | FK Pirmasens        |
| Sa, 23.05. | 1. FC Köln          | 2:2 (1:0) | Werder Bremen       |
| Sa, 30.05. | FK Pirmasens        | 4:1 (3:0) | Werder Bremen       |
| Sa, 30.05. | Eintracht Frankfurt | 2:1 (2:0) | 1. FC Köln          |
| So, 07.06. | 1. FC Köln          | 2:4 (1:2) | Eintracht Frankfurt |
| So, 07.06. | Werder Bremen       | 5:2 (1:1) | FK Pirmasens        |
| Sa, 13.06. | FK Pirmasens        | 2:6 (0:4) | Eintracht Frankfurt |
| Sa, 13.06. | Werder Bremen       | 0:2 (0:0) | 1. FC Köln          |
| Sa, 20.06. | Eintracht Frankfurt | 4:2 (2:2) | Werder Bremen       |
| Sa, 20.06. | 1. FC Köln          | 3:2 (2:1) | FK Pirmasens        |

#### Abschlusstabelle
| Pl. | Verein              | Sp. | S | U | N | Tore    | Quote | Punkte |
| --- | ------------------- | --- | - | - | - | ------- | ----- | ------ |
| 1.  | Eintracht Frankfurt | 6   | 6 | 0 | 0 | 026:110 | 2,36  | 12:0   |
| 2.  | 1. FC Köln          | 6   | 2 | 1 | 3 | 010:140 | 0,71  | 05:70  |
| 3.  | FK Pirmasens        | 6   | 2 | 0 | 4 | 016:180 | 0,89  | 04:80  |
| 4.  | Werder Bremen       | 6   | 1 | 1 | 4 | 012:210 | 0,57  | 03:90  |

### Gruppe 2
| Datum      |                      | Ergebnis  |                      |
| ---------- | -------------------- | --------- | -------------------- |
| Sa, 16.05. | Westfalia Herne      | 1:0 (1:0) | Tasmania 1900 Berlin |
| Sa, 16.05. | Kickers Offenbach    | 3:2 (0:2) | Hamburger SV         |
| Sa, 23.05. | Hamburger SV         | 4:2 (2:0) | Westfalia Herne      |
| Sa, 23.05. | Tasmania 1900 Berlin | 2:2 (0:2) | Kickers Offenbach    |
| Sa, 30.05. | Tasmania 1900 Berlin | 0:2 (0:0) | Hamburger SV         |
| Sa, 30.05. | Westfalia Herne      | 1:4 (0:1) | Kickers Offenbach    |
| So, 07.06. | Hamburger SV         | 3:0 (0:0) | Tasmania 1900 Berlin |
| So, 07.06. | Kickers Offenbach    | 2:1 (0:0) | Westfalia Herne      |
| Sa, 13.06. | Westfalia Herne      | 3:1 (1:1) | Hamburger SV         |
| Sa, 13.06. | Kickers Offenbach    | 3:2 (0:1) | Tasmania 1900 Berlin |
| Sa, 20.06. | Hamburger SV         | 1:0 (0:0) | Kickers Offenbach    |
| Sa, 20.06. | Tasmania 1900 Berlin | 2:0 (0:0) | Westfalia Herne      |

#### Abschlusstabelle
| Pl. | Verein                  | Sp. | S | U | N | Tore    | Quote | Punkte |
| --- | ----------------------- | --- | - | - | - | ------- | ----- | ------ |
| 1.  | Kickers Offenbach       | 6   | 4 | 1 | 1 | 014:900 | 1,56  | 09:30  |
| 2.  | Hamburger SV            | 6   | 4 | 0 | 2 | 013:800 | 1,63  | 08:40  |
| 3.  | Westfalia Herne         | 6   | 2 | 0 | 4 | 008:130 | 0,62  | 04:80  |
| 4.  | SC Tasmania 1900 Berlin | 6   | 1 | 1 | 4 | 006:110 | 0,55  | 03:90  |

## Finale
| Eintracht Frankfurt                               | Eintracht Frankfurt | Kickers Offenbach | Kickers Offenbach |
| ------------------------------------------------- | --- | --- | ----------------- |
| Eintracht Frankfurt                               | \| Sonntag, 28. Juni 1959 in Berlin (Olympiastadion) \| \| Ergebnis: 5:3 n. V. (2:2, 2:2) \| \| Zuschauer: 75.000 \| \| Schiedsrichter: Erich Asmussen (Flensburg) \|                                  | \| Sonntag, 28. Juni 1959 in Berlin (Olympiastadion) \| \| Ergebnis: 5:3 n. V. (2:2, 2:2) \| \| Zuschauer: 75.000 \| \| Schiedsrichter: Erich Asmussen (Flensburg) \|                                       | Kickers Offenbach |
| Eintracht Frankfurt                               | Egon Loy; Hans-Walter Eigenbrodt, Hermann Höfer; Dieter Stinka, Friedel Lutz, Hans Weilbächer; Richard Kreß, István Sztani, Eckehard Feigenspan, Dieter Lindner, Alfred Pfaff Cheftrainer: Paul Oßwald | Walter Zimmermann; Karl Waldmann, Alfred Schultheis; Willi Keim, Heinz Lichtl, Ernst Wade; Engelbert Kraus, Hermann Nuber, Siegfried Gast, Gerhard Kaufhold, Helmut Preisendörfer Cheftrainer: Bogdan Cuvaj | Kickers Offenbach |
| Eintracht Frankfurt                               | 1:0 Sztani (1.) 2:1 Feigenspan (14.) 3:2 Feigenspan (92.) 4:2 Sztani (108.) 5:3 Feigenspan (119.) | 1:1 Kraus (8.) 2:2 Preisendörfer (23.) 4:3 Gast (110.) | Kickers Offenbach |
| Sonntag, 28. Juni 1959 in Berlin (Olympiastadion) | | |                   |
| Ergebnis: 5:3 n. V. (2:2, 2:2)                    | | |                   |
| Zuschauer: 75.000                                 | | |                   |
| Schiedsrichter: Erich Asmussen (Flensburg)        | | |                   |